# Diecezja Ningyuan
Diecezja Ningyuan (Xichang) (łac. Dioecesis Nimiuenensis, chiń. 天主教宁远教区) – rzymskokatolicka diecezja ze stolicą w Xichang w prowincji Syczuan, w Chińskiej Republice Ludowej. Biskupstwo jest sufraganią archidiecezji Chongqing.
W 2016 w diecezji było 11 kościołów i 6 kaplic.

## Historia
12 sierpnia 1910 papież Pius X brewe Ex hac erygował wikariat apostolski Jianchang. Dotychczas wierni z tych terenów należeli do wikariatu apostolskiego Południowego Syczuanu (obecnie diecezja Suifu). 3 grudnia 1924 zmieniono nazwę na wikariat apostolski Ningyuan.
W wyniku reorganizacji chińskich struktur kościelnych dokonanych przez Piusa XII 11 kwietnia 1946 wikariat apostolski Ningyuan został podniesiony do rangi diecezji.
Z 1950 pochodzą ostatnie pełne, oficjalne kościelne statystyki. Diecezja Ningyuan liczyła wtedy:
- 11 143 wiernych (0,6% społeczeństwa)
- 35 kapłanów (33 diecezjalnych i 2 zakonnych)
- 36 sióstr i 6 braci zakonnych
- 17 parafii.

Od zwycięstwa komunistów w chińskiej wojnie domowej w 1949 diecezja, podobnie jak cały prześladowany Kościół katolicki w Chinach, nie może normalnie działać. Bp Stanislas-Gabriel-Henri Baudry MEP wyjechał z kraju w 1951, zmarł w 1954 w Paryżu. Do 1954 diecezją administrował francuski misjonarz o. Philippe Carriquiry MEP. Podczas rewolucji kulturalnej wszystkie kościoły były zamknięte. W 1991 sakrę biskupią bez zgody papieża przyjął duchowny Patriotycznego Stowarzyszenia Katolików Chińskich Xie Chaogang, zaciągając tym samym na siebie ekskomunikę latae sententiae. Na katedrze w Ningyuan zasiadał do śmierci w 1999.
W 2010 kolejnym biskupem wybrano Johna Lei Jiapei. Sakrę biskupią przyjął jednak dopiero w 2016, gdy otrzymał zgodę papieża. Jest on również uznawany za legalnego biskupa przez rząd w Pekinie. Władze świeckie wymusiły udział w uroczystości święcień Lei Jiapeia ekskomunikowanego latae sententiae biskupa Paula Lei Shiyina.

## Ordynariusze

### Wikariusze apostolscy
- Jean-Baptiste-Marie Budes de Guébriant MEP[9] (1910 - 1916) następnie mianowany wikariuszem apostolskim Kantonu
- Joseph-Fructueux Bourgain MEP[9] (1918 - 1925)
- Stanislas-Gabriel-Henri Baudry MEP[9] (1927 - 1946)

### Biskupi
- Stanislas-Gabriel-Henri Baudry MEP (1946 - 1954)
  - o. Philippe Carriquiry MEP[9] (1951 - 1954?) administrator apostolski[4]
- sede vacante (być może urząd sprawował biskup(i) Kościoła podziemnego) (1954 - 2016)
  - ks. John Lei Jiapei (1999 - 2016) 1999 - 2015 administrator diecezjalny, 2015 - 2016 administrator apostolski[1]
- John Lei Jiapei (2016 - nadal)

### Antybiskup
Ordynariusz mianowany przez Patriotyczne Stowarzyszenie Katolików Chińskich nie posiadający mandatu papieskiego:
- Xie Chaogang (1991 - 1999).